# Rochus
Rochus (engelska och franska: Roch; spanska och portugisiska: Roque; italienska: Rocco), född omkring 1295 i Montpellier, död 16 augusti 1327, var en bekännare. Han vördas som helgon inom romersk-katolska kyrkan, med minnesdag den 16 augusti. 
Den helige Rochus är för sin uppoffrande vård av pestsjuka skyddshelgon mot smittsamma sjukdomar. Han framställs som en pilgrim, som visar sina pestsår på ena benet och oftast tillsammans med en ängel, en hund och bröd.